# Idrocefalo normoteso
Per idrocefalo normoteso s'intende un tipo di idrocefalo comunicante, in cui l'aumento della pressione intracranica, dovuto all'accumularsi del liquido cefalorachidiano, diventa stabile ovvero la formazione di liquido cerebrospinale si equilibra con l'assorbimento; la pressione intracranica gradualmente diminuisce, ma si mantiene ancora a un livello lievemente elevato. Viene indicato anche come sindrome di Hakim-Adams, dai nomi dei medici che lo descrissero nel 1965.
A causa di questo equilibrio il paziente non mostra i sintomi classici dell'ipertensione endocranica quali cefalea, nausea, vomito o incoscienza. Comunque il soggetto mostra la triade classica di Hakim descritta nel '65: andatura difficoltosa, incontinenza urinaria e decadimento mentale.
L'idrocefalo normoteso spesso è confuso con la malattia di Parkinson o di Alzheimer, per la sua natura di patologia cronica ed i sintomi iniziali. Sebbene il meccanismo esatto sia sconosciuto, si pensa che l'idrocefalo normoteso sia una forma di idrocefalo comunicante con un riassorbimento alterato del liquido cerebrospinale nelle granulazioni del Pacchioni. Può presentarsi come idrocefalo idiopatico.

## Diagnosi
- La puntura lombare di solito è il primo passo per la diagnosi; la pressione endocranica è misurata accuratamente; nella maggioranza dei casi essa supera i 155 mmH2O. Il miglioramento clinico dopo la rimozione di liquor (30 ml o più) ha un alto valore predittivo per il successo del susseguente impianto di shunt cerebrale.
- Test infusionale
- Test neuropsicologici
- Drenaggio lombare esterno

- TC: può evidenziare ventricoli cerebrali ingranditi senza atrofia convoluzionale.
- RM: può mostrare qualche grado di migrazione trans ependimale di liquor che circonda i ventricoli

## Terapia
L'idrocefalo normoteso può essere trattato chirurgicamente, impiantando uno shunt ventricolo-peritoneale per drenare il fluido cerebrospinale in eccesso nell'addome, dove viene assorbito. Dopo che lo shunt è posizionato, solitamente i ventricoli si riducono in 3-4 giorni.